# (4713) Steel
(4713) Steel es un asteroide perteneciente al cinturón interior de asteroides descubierto por Robert H. McNaught desde el Observatorio de Siding Spring, cerca de Coonabarabran, Australia, el 26 de agosto de 1989.

## Designación y nombre
Steel se designó al principio como 1989 QL.
Más tarde, en 1991, fue nombrado en honor del astrónomo británico Duncan I. Steel.

## Características orbitales
Steel está situado a una distancia media de 1,927 ua del Sol, pudiendo acercarse hasta 1,785 ua y alejarse hasta 2,069 ua. Tiene una inclinación orbital de 22,67 grados y una excentricidad de 0,07366. Emplea 976,8 días en completar una órbita alrededor del Sol.
Steel forma parte del grupo asteroidal de Hungaria.

## Características físicas
La magnitud absoluta de Steel es 13,1 y el periodo de rotación de 5,199 horas. Está asignado al tipo espectral A de la clasificación SMASSII.